# Stealers Wheel
Stealers Wheel je skotská rocková skupina, založená ve městě Paisley v hrabství Renfrewshire v roce 1972. Založili ji dva spolužáci, zpěvák a klávesista Joe Egan a zpěvák a kytarista Gerry Rafferty a různě s nimi vystupovali ještě další hudebníci (baskytaristé, bubeníci, kytaristé). Své první album nazvané Stealers Wheel skupina vydala už v roce 1972, následovala alba Ferguslie Park (1973) a Right or Wrong (1975) a roku 1975 skupina ukončila svou činnost. Roku 2008 byla skupina obnovena, ale nehrál v ní již ani Egan či Rafferty.